# Loopback
Loopback este un canal de comunicare cu un singur sfârșit. Rețelele TCP/IP prezintă un loopback care permite software-ului client să comunice cu software-ul server pe același computer. Utilizatorii pot specifica o adresă IP, de obicei 127.0.0.1, care va indica înapoi la configurația rețelei TCP/IP a computerului. Intervalul de adrese pentru funcționalitatea loopback este intervalul de la 127.0.0.0 până la 127.255.255.255. Similar cu ping, loopback permite utilizatorului să-și testeze propria rețea pentru a se asigura că stack-ul IP funcționează corect.